# Ay amor
"Ay Amor" é uma canção escrita por pela cantora mexicana Ana Gabriel e interpretada pela atriz e também cantora mexicana Lucero. Foi lançado como o segundo single do álbum Aquí Estoy em 27 de Outubro de 2014.

## Informações
"Ay Amor" é uma canção pop que dura três minutos e 31 segundos e foi escrita e interpretada originalmente pela cantora Ana Gabriel para o álbum Pecado Original, lançado em 1987.

## Lançamentos
No dia 17 de Outubro de 2014, o single foi anunciado pela própria Lucero e pelo seu programa de rádio através de seus perfis oficiais do Facebook. No mesmo dia, pelo canal oficial da Universal Music no You Tube, foi liberado a canção completa, juntamente com outro single do álbum, "No Entiendo". "Ay Amor" foi lançado em download digital pelo iTunes e em outras plataformas digitais no dia 27 de Outubro de 2014.

## Interpretações ao vivo
Lucero interpretou ao vivo pela primeira vez a canção durante o programa Yo Soy el Artista no dia 2 de Novembro de 2014.

## Formato e duração
- Download digital / streaming[3]

1. "Ay Amor" – 3:31

## Charts
| Chart (2015)                         | Posição |
| ------------------------------------ | ------- |
| Billboard Mexico Pop Español Airplay | 41      |

## Histórico de lançamentos
| País   | Data                  | Formatos                   | Gravadora              |
| ------ | --------------------- | -------------------------- | ---------------------- |
| Vários | 27 de Outubro de 2014 | Download digital streaming | Universal Music Latino |